# 拉利斯·维杰拉斯纳
维贾拉·帕蒂拉内赫拉格·拉利斯·维杰拉斯纳 （1958年1月1日—1990年1月4日), 通常被称为拉利斯·维杰拉斯纳，是一位斯里兰卡政治家和游击队领袖。1983年至1990年间，他是人民解放阵线 的成员，也是继罗汉·维杰韦里和萨曼·皮亚西里·费尔南多之后人民解放阵线第三任领导人。

## 个人生活
维杰拉斯纳于1958年1月1日出生于锡兰迪弗拉皮蒂亚的巴拉瓦维拉，是家里的第三个孩子。他的父亲维贾拉特·帕蒂拉纳赫拉格·皮亚塞纳于1924年12月25日出生，母亲卡鲁拉奇格·罗莎琳·诺娜于1928年12月18日出生于凯埃勒。他的父亲是一名农民，他的母亲为迪弗拉皮蒂亚坦巴卡贸易中心的马尔图内火柴厂制作火柴并将其出售给工厂。拉利斯有一名姐姐因德拉尼（出生于1953年）、一名哥哥尼马尔（出生于1956年）、一名弟弟兰吉斯（出生于1960年4月3日）和一名妹妹瓦桑莎（出生于1961年） 。
他在哈普嘎哈伽马初级学院接受了初等教育。从六年级开始，他在迪弗拉皮蒂亚的胡努马拉中央学院（现称坎南加拉中央学院）学习，直至通过GCE高级考试并于1980年10月27日进入佩拉德尼亚大学理学院。然而，由于过度参与政治，他没有完成大学学业。为调查佩拉德尼亚大学学生骚乱而设立的乌杜拉加马委员会于1983年决定永久取消他的学生资格。1983年，针对该委员会发起了一场致命的绝食抗议，迪亚斯教授后来被扣为人质，最后大学关闭了。后来该大学重新开放，包括维杰拉斯纳在内的117名学生被停学。与此同时，斯里兰卡大学的合法学生会被政府取缔，政府还在佩拉德尼亚大学校园内设立了大学警察。
他的弟弟兰吉斯·维杰拉斯纳在卡普瓦塔的维维安·米尔斯服装厂担任生产线操作员。 1989年11月21日，他在科伦坡被警方逮捕后被杀害。兰吉斯遇害时，他的妻子斯里亚尼是两个孩子的母亲。
拉利斯的女朋友是曼加拉·赫拉斯。据说她先是住在吉兰杜鲁科特，然后是拉特纳普勒、玛哈拉伽玛，后来搬到了帕杜卡。她通过了城市行业协会考试，并在赫纳尼加拉·马哈威利营的日本承包商公司获得了工程助理的职位。

## 政治生活
1978年，拉利斯通过舅舅拉萨帕纳吉·贾亚辛格加入了人民解放阵线，拉萨帕纳吉·贾亚辛格是迪弗拉皮蒂亚凯赫莱拉的胡努穆拉·玛哈·维迪亚拉亚的一名英语教师。他的儿子普吉塔·贾亚辛格也在第二次叛乱期间被捕，房屋于1988年8月2日被准军事部队放火焚烧。人民解放阵线在品纳凯勒·瓦特·阿蒂加拉的监督下为拉利斯开设了课程。拉利斯·维杰拉斯纳的政治生涯始于作为人民解放阵线学生组织社会主义学生联盟的学生活动家。被大学开除后，他成为一名全职人民解放阵线成员。维杰拉斯纳也被称为卡皮拉、贾扬塔、阿拉文达和西里达萨。
1982年，当人民解放阵线领导人罗汉·维杰韦里竞选总统时，维杰拉斯纳协助他的竞选活动。尽管维杰拉斯纳是一位熟练的组织者和魅力十足的领导者，但他在党外却鲜为人知。拉利斯是社会主义学生联盟总书记，于1983年初被迪弗拉皮蒂亚警察逮捕，之后又于1987年5月31日被梅蒂亚戈达警察逮捕。拉利斯最后一次回家是在1987年8月。
1989年中，人民解放阵线资深政治局委员苏米特·阿图科拉拉被杀后，维杰拉斯纳据信被提升到政治局，以填补空缺职位。第二次叛乱期间，维杰拉斯纳是政治局13名委员中资历最浅的一位。叛乱期间，他是中北部地区波隆纳鲁沃、阿努拉德普勒和亭可马里地区的政治和军事领导人。1989年12月29日，萨曼·皮亚西里·费尔南多遇害后，维杰拉斯于隔日接任人民解放阵线领导人一职。

## 被捕和遇害
1989年1月，罗汉·维杰韦里遇害后，党剩余的领袖萨曼·皮亚西里·费尔南多、拉利斯·维杰拉斯纳、优婆离·贾亚维拉、兰吉萨姆·古纳拉特南、加米尼·维杰古纳塞卡拉和山塔·班达拉试图重组。重组工作在皮亚西里领导下进行。然而，政府军于1989年12月27日成功逮捕皮亚西里，并于29日将他杀害。皮亚西里被逮捕后，维杰拉斯纳接过党的领导权，但只在任六天。
与此同时，人民解放阵线地区武装领导人古纳拉特尼于1989年12月29日下午6点在拉特纳普勒公交车站被安全部队逮捕，并被带回家，随后被拘留在属于格穆努服务旅的库鲁维塔军营。1989年12月 9日晚，安全部队突袭了古纳拉特尼在帕努卡拉皮蒂亚的家，并设置了“伏击陷阱”以逮捕进入家中的叛乱分子。在此之下，7名士兵躲在屋内，准备逮捕那些来到屋内的人。维杰拉斯纳于1989年12月31日上午11点抵达此处会见政治局委员山塔·班达拉，被伏击的特警队抓获。后来他被带到库鲁维塔军营，在那里受到酷刑后他承认自己就是拉利斯·维杰拉斯纳。1989年12月31日下午，在库鲁维塔军营对维杰拉斯纳进行讯问的人中包括时任乌沃省总司令的朱拉巴亚·拉克什曼·维杰拉特纳上校。
1990年1月1日凌晨5点，联合行动军官将维杰拉斯纳与拉特纳普勒区武装部长珀西·维拉辛格（别名伊鲁昆布拉）和拉特纳普勒区分区领导人古纳拉特尼一起带到了科伦坡大学7号营。他们被带到快速部署部队指挥官贾纳卡·佩雷拉上校面前。在32岁生日那天，古纳拉特纳与其他囚犯一起在新年餐桌上吃了为军官们准备的早餐。包括维杰拉斯纳在内的三人后来于上午11点被带到马特戈达军营，维杰拉斯纳被隔开并遭受酷刑。两天后，即1990年1月3日上午，拉利斯被折磨得无法进食。最终他于1990年1月4日在马特戈达军营被杀，尸体与另外两名叛乱分子一起在波拉莱斯加穆瓦公墓被火化。